# ترس (اسپانیا)
تُرِس (به اسپانیایی: Torres) یکی از دهستان‌های استان خائن در کشور اسپانیا است. این شهر با مساحت ۸۰ کیلومتر مربع، ۱۶۱۹ تن جمعیت دارد.

## نگارخانه

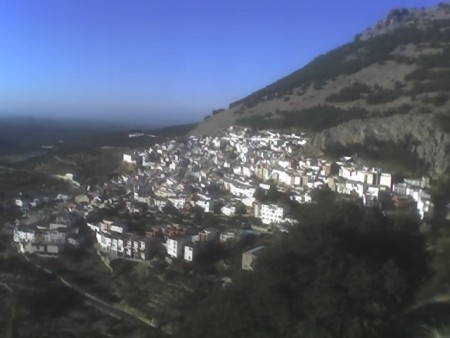
نمایی از شهرک تُرِس
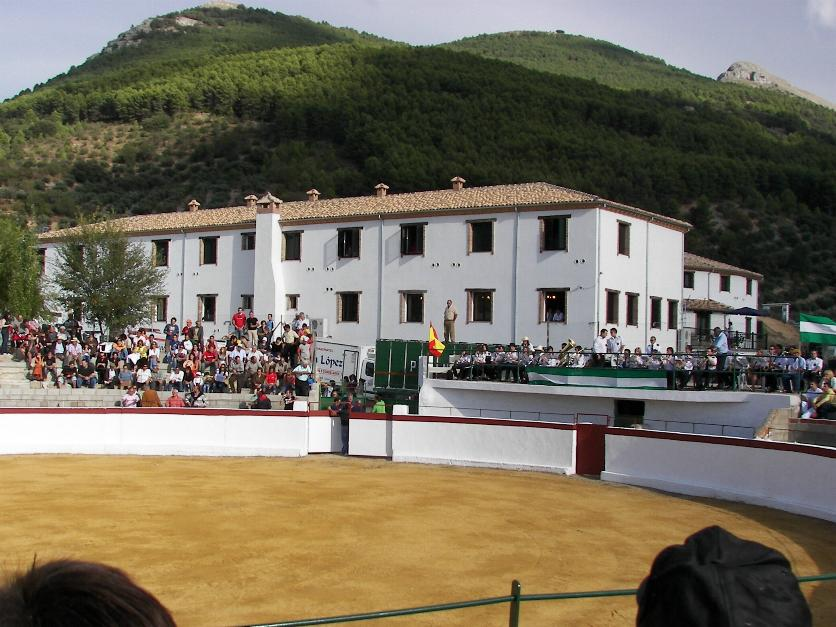
میدان گاوبازی شهرک